# Евристичне оцінювання
Евристичне оцінювання (англ. heuristic evaluation) — це метод юзабіліті-інспекції програмного забезпечення, що допомагає ідентифікувати проблеми дизайну користувацького інтерфейсу. Він залучає оцінювачів до дослідження інтерфейсу та оцінки його відповідності до визнаних принципів юзабіліті («евристик»). Такі методи оцінювання зараз широко практикують в секторі нових медіа, де користувацький інтерфейс часто проектують за короткі терміни з бюджетом, що може накладати обмеження на кошти, доступні для оплати інших типів тестування інтерфейсів.

## Вступ
Основною метою евристичного оцінювання є визначення будь-яких проблем, пов'язаних з дизайном користувацького інтерфейсу. Юзабіліті-консультант Якоб Нільсен розробив цей метод на основі кількох років досвіду викладання та консультування про юзабіліті-розробку. Евристичні оцінювання є одним з найбільш неформальних методів інспекції юзабіліті у сфері людино-машинної взаємодії (англ. human-computer interaction, HCI). Існує багато наборів евристик юзабіліті-дизайну; вони не є взаємовиключними та покривають багато однакових аспектів дизайну користувацького інтерфейсу. Досить часто проблеми юзабіліті категоризують згідно їхнього впливу на продуктивність користувача. Часто евристичне оцінювання проводять в контексті сценаріїв використання (англ. use cases), для отримання зворотного зв'язку для розробників про те, чи є сумісним інтерфейс продукту з потребами та уподобаннями потенційних користувачів.
Простота евристичного оцінювання є вигідною на ранніх стадіях дизайну. Цей метод юзабіліті-інспекції не вимагає користувацького тестування, що може бути обтяжливим через потребу в користувачах, місці проведення та оплати часу. Оптимальною кількістю експертів при евристичному оцінюванні, що має найкраще співвідношення ціна-якість, є команда з 3-5 експертів. Час, необхідний для його проведення, залежить від розміру продукту, його складності, мети огляду, походження юзабіліті-проблем, що виникають, та компетенції оглядачів. Застосування евристичного оцінювання попередньо до користувацького тестування зменшить кількість та рівень складності помилок, виявлених користувачами. Хоча цей метод може розкрити багато значних проблем з юзабіліті за короткий час, його критики часто звертають увагу на те, що його результати значною мірою залежать від рівня знань оглядачів. Такий «однобокий» огляд повторно показував результати, відмінні від тестування продуктивності, щоразу розкриваючи інший набір проблем.

## Нільсен
Евристики Якоба Нільсена ймовірно є найуживанішими юзабіліті-евристиками для дизайну користувацьких інтерфейсів. Нільсен розробив евристики у 1990 році, базуючись на співпраці з Рольфом Молічем. Кінцевий набір евристик, які використовують й досі, було видано Нільсеном у 1994 році. Евристики, що увійшли до книги Нільсена Usability Engineering, подано нижче:
1. Видимість статусу системи: Система повинна завжди інформувати користувача про те, що відбувається, шляхом належного та своєчасного зворотнього зв'язку
2. Відповідність між системою та реальним світом: Система повинна спілкуватись з користувачем його мовою, знайомими йому словами, фразами та ідеями, а не термінами, орієнтованими на систему
3. Контроль та свобода користувача: Користувачі часто обирають системні функції помилково, тому потребуватимуть чітко означеного «аварійного виходу», щоб покинути небажаний стан без зайвих тривалих діалогів. Підтримуйте можливість скасування та відтворення дії.
4. Послідовність та стандарти: Користувачі не мають задумуватись, чи різні слова, ситуації або дії означають одне й те саме. Зберігайте відповідність до конвенцій платформи.
5. Запобігання помилок: Дбайливе запобігання виникненню проблеми як такої є кращим підходом, аніж наявність гарної системи повідомлень про помилку. Або усуньте вразливі до помилок умови, або пильнуйте за ними та давайте користувачеві можливість підтвердити свої дії.
6. Впізнавання, а не пригадування: Мінімізуйте навантаження на пам'ять користувача, робіть об'єкти, дії та опції видимими. Користувач не повинен запам'ятовувати інформацію між двома різними вікнами. За необхідності, інструкції з користування системою мають бути видимими, або легкодоступними.
7. Гнучкість та легкість у користуванні: Прискорювачі — невидимі для ока новачка — часто можуть покращити взаємодію з системою для досвідченого користувача (наприклад, «гарячі» комбінації клавіш). Дозвольте користувачам підлаштувати часті дії для свого комфорту.
8. Естетичність та мінімалістський дизайн: Сторінки та діалогові вікна не повинні містити недоречної та зайвої інформації. Кожна додаткова одиниця інформації конкурує з потрібними одиницями інформації та понижує їхню відносну видимість.
9. Допомога користувачеві у розпізнанні, діагностуванні та виправленні помилок: Повідомлення про помилки подавайте простою мовою, чітко вказуйте на проблему та пропонуйте конструктивне вирішення.
10. Допомога та документація: Хоч і краще, коли системою можна користуватись без документації, може бути необхідним надати допомогу та документацію. Будь-яка інформація такого типу має бути легкодосяжною, фокусувати користувача на його завданнях, перераховувати конкретні кроки, необхідні для виконання, та не бути надмірно об'ємною.

## Принципи когнітивної розробки Ґерхардт-Повалз
Хоча Нільсена вважають експертом та галузевим лідером з евристики, Джил Ґерхардт-Повалз [Архівовано 4 березня 2016 у Wayback Machine.] також розробила набір когнітивних принципів поліпшення комп'ютерної продуктивності. Ці евристики, або принципи, є схожими до евристик Нільсена, але обирають більш загальний підхід до оцінювання. Нижче наведено ці принципи:
Автоматизуйте небажану роботу
- Звільніть когнітивні ресурси для високорівневих завдань
- Позбудьтесь обчислень, оцінок, порівнянь, зайвого міркування, які треба виконувати в умі

Зменшуйте невизначеність
- Показуйте дані чітко та очевидно

Об'єднуйте дані
- Зменшуйте когнітивне навантаження шляхом об'єднання низькорівневих даних у підсумки вищого рівня

Підкріплюйте нову інформацію змістовними засобами до її інтерпретації
- Використовуйте вже знайому структуру для легшого поглинання
- Оперуйте щоденними, звичними термінами та метафорами

Використовуйте назви, що ідейно стосуються функції
- Залежність від контексту
- Намагайтесь покращити пригадування та впізнавання
- Групуйте дані послідовно та змістовно, щоб зменшити час на їх пошук

Обмежуйте завдання, базовані на даних
- Зменшіть витрачання часу на обробку «сирих» даних.
- Використовуйте колір та графіку доцільно.

Додавайте до показу лише ту інформацію, що необхідна користувачеві на даний момент часу
Забезпечуйте кілька кодувань даних, коли це доречно
Практикуйте помірковане звільнення від надлишковості

## Класифікація Баркера та Вайншенк
Сюзан Вайншенк та Дін Баркер створили категоризацію евристик та правил з кількох основних джерел у такі двадцять типів:
1. Контроль користувача: евристики для перевірки, чи користувач має достатньо контролю над інтерфейсом.
2. Людські обмеження: дизайн враховує людські обмеження, когнітивні та сенсорні, для уникнення їхнього перенавантаження.
3. Модальна цілісність: інтерфейс використовує найбільш доречну модальність для кожного завдання: слухову, візуальну чи моторну/кінестетичну.
4. Пристосування: дизайн є адекватним для задоволення потреб та поведінки кожної групи цільової аудиторії.
5. Лінгвістична ясність: мова, вжита для спілкування, є чіткою, ефективною та адекватною аудиторії.
6. Естетична цілісність: дизайн є візуально приємним та таким, що приваблює цільову аудиторію.
7. Простота: дизайн не вдається до зайвої складності.
8. Передбачуваність: користувачі зможуть сформувати ментальну модель того, як поводитиметься система у відповідь на їхні дії.
9. Інтерпретація: існують закодовані правила, що намагаються вгадати наміри користувача та передбачити необхідні дії.
10. Правильність: Немає похибок, тобто результат дій користувача є відповідним до його цілей.
11. Технічна зрозумілість: ідеї, представлені в інтерфейсі, мають найточнішу відповідність до сфери, яку він моделює.
12. Гнучкість: дизайн можна підлаштувати до потреб та поведінки кожного окремого користувача.
13. Задоволення: досвід користування є адекватним, користувач ним задоволений. 
14. Культурна доречність: культурні та соціальні очікування користувача задоволено.
15. Підхожий темп: швидкість, з якою користувач працює з системою, є адекватною.
16. Послідовність: окремі розділи системи мають однаковий стиль, тому немає різних варіантів представлення одної інформації чи поведінки.
17. Підтримка: дизайн підтримуватиме навчання та надаватиме необхідну допомогу в користуванні.
18. Точність: кроки та результати завдання будуть тим, чого хоче користувач.
19. Поблажливість: користувач зможе відновитись до адекватного стану системи після помилки.
20. Чутливість / відгук: інтерфейс надає користувачеві достатньо зворотної інформації про статус системи та завершення їхніх завдань.